# 柳沢米吉

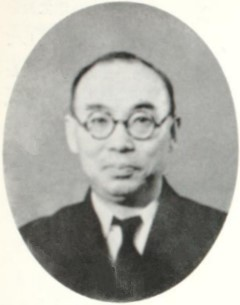
柳沢米吉

柳沢 米吉（柳澤、やなぎさわ よねきち、1903年（明治36年）9月12日 - 1995年（平成7年）1月31日）は、昭和時代の土木工学者。内務官僚。実業家。海上保安庁長官。群馬県安中市出身。

## 経歴
旧制群馬県立高崎中学校、旧制第八高等学校を経て、1927年（昭和2年）に東京帝国大学工学部土木工学科を卒業後、内務省に入る。
1943年（昭和18年）運輸通信省港湾局建設課長、1946年（昭和21年）港湾局計画課長、1948年（昭和23年）中国海運局長兼広島海上保安本部長、1951年（昭和26年）海上保安庁長官に就任。同年、不正入出国に関する件で衆議院行政監察特別委員会に証人喚問された。1953年（昭和28年）の第3回参議院議員通常選挙に全国区から立候補したが落選した。同年アジア航測社長、1965年（昭和40年）三井共同建設コンサルタント社長、この間、国際建設技術協会理事長、国際港湾協会理事、日本港湾協会副会長、日中土木技術交流協会理事長、土木学会会長を歴任した。ほか、日本水路協会発起人を務めた。

## 受賞
- 1975年（昭和50年） - 土木学会功績賞[1]

## 著作
『回想録』柳沢米吉氏回想録刊行会, 1986.4